# Costanza Coen
Costanza Coen (Torino, 21 maggio 1990) è un'ex cestista italiana.

## Carriera

### Club
Ha giocato in Serie A1 femminile con la Pallacanestro Torino con il quale ha giocato per l'intera carriera tranne una parentesi a Biella società confluita poi nella stessa società torinese nel 2011 con la denominazione di Officine Gaudino Collegno prima di ritornare all'attuale denominazione.

### Nazionale
Nel 2014 viene convocata al raduno della Nazionale Sperimentale.

## Palmarès

### Club
- Campionato italiano di Serie A3: 1
Pallacanestro Torino: 2012-13
- Campionato italiano di Serie A2: 1
Pallacanestro Torino: 2014-15
- Join the game:1

Ginnastica Torino: 2004 categoria Bambine